# 胡麟鵬
胡麟鵬（1995年12月29日—）是中國女子田徑運動員，2010進入河北省田徑隊練跳高，並曾奪得省運會跳高冠軍，後就讀於北京體育大學競技體育學院。2017年2月胡麟鵬在全國室內田徑錦標賽南京站取得跳高第二名，同年於全國運動會獲得女子田徑跳高第七名。

## 外部連結
- 胡麟鵬在的頁面
- 胡麟鵬的新浪微博